# Edward Ord
Edward Otho Cresap Ord (Cumberland, 18 ottobre 1818 – L'Avana, 22 luglio 1883) è stato un generale statunitense che partecipò alle guerre Seminole, alle guerre indiane ed alla guerra di secessione americana.
Comandò un esercito nella fase finale della guerra di secessione americana e fu fondamentale nella resa del generale confederato Robert Edward Lee. Progettò la costruzione di Fort Sam Houston. Morì a L'Avana, Cuba, a causa della febbre gialla.

## Gioventù e carriera
Ord nacque a Cumberland (Maryland) da James e Rebecca Ord. Secondo la tradizione familiare James Ord sarebbe un figlio illegittimo di Giorgio IV del Regno Unito e di Maria Fitzherbert, ma è più probabile che fosse figlio di Ralph Ord, battezzato a Wapping, Middlesex, nel 1757, figlio di John Ord di Berwick-upon-Tweed. Fu considerato un genio matematico e fu iscritto alla United States Military Academy dal presidente Andrew Jackson. Il suo compagno di stanza a West Point fu il futuro generale William Tecumseh Sherman. Si laureò nel 1839 e fu assegnato come sottotenente al 3º artiglieria. Combatté la seconda guerra Seminole in Florida e fu promosso tenente.
Nel gennaio 1847 salpò sulla Lexington e circumnavigò capo Horn con Henry Halleck e William Sherman. Giunse a Monterey ed assunse il comando della batteria F, 3º artiglieria, con l'ordine di completare la costruzione di Fort Mervine (nel punto in cui gli spagnoli avevano un presidio), poi rinominato in Fort Halleck. La sua costruzione fu comandata dal tenente Ord e dal suo secondo in comando, il tenente Sherman. Il 17 febbraio 1865 la fortezza prese il nome di Ord Barracks. Oggi è conosciuta col nome originale di Presidio di Monterey.

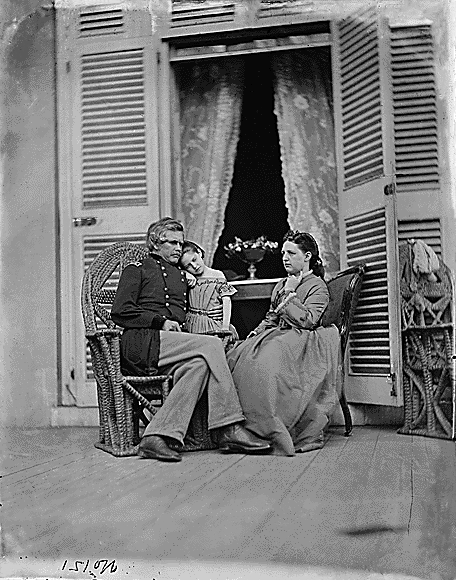
Edward O. C. Ord e la sua famiglia

Ord si trovava in California quando iniziò la corsa all'oro, con la conseguente esplosione dei prezzi. Dato che il salario militare non permetteva di vivere, il comandante di Ord suggerì agli ufficiali più giovani di assumersi altri lavori per aumentarsi lo stipendio. Nell'autunno del 1848 Ord e Sherman, impiegati di John Augustus Sutter Junior, aiutarono il capitano William H. Warner nel sopralluogo di Sacramento, aiutando a disegnare la mappa che definì il sistema stradale della futura capitale statale. Ord disegnò anche una mappa del distretto Gold and Quicksilver della California datata 25 luglio 1848. In seguito gli ufficiali di Los Angeles ebbero bisogno di un sopralluogo su terre pubbliche per poterle vendere, ed Ord fu assunto. Scelse William Rich Hutton come assistente ed insieme mapparono Los Angeles a luglio e agosto del 1849. Grazie ai loro sforzi gli storici hanno un'ottima visuale di come appariva il Pueblo de Los Angeles a metà del XIX secolo. Il tenente Ord controllò il pueblo ed il suo aiutante Hutton fece molti schizzi e disegnò la prima mappa a partire dal sopralluogo di Ord. I Los Angeles City Archives contengono la mappa originale disegnata da Hutton su indicazioni di Ord. Ord venne pagato 3000 dollari per il suo lavoro.
Ord fu promosso capitano nel 1850 mentre era al servizio nel Pacifico nordoccidentale. Sposò Mary Mercer Thompson il 14 ottobre 1854 e da lei ebbe tredici figli. Uno dei figli più famosi fu Jules Garesche Ord, ucciso in battaglia dopo aver raggiunto la cima di San Juan Hill a Cuba. Fu l'ufficiale che ordinò e guidò la carica con Teddy Roosevelt al seguito. Un altro fu Edward Otho Cresap Ord, II, anch'egli maggiore dello United States Army che fece parte del 22º fanteria durante le guerre indiane, la guerra ispano-americana e la guerra filippino-americana. Fu anche pittore, inventore e poeta. Il figlio di Edward Otho Cresap Ord, II e nipote di Edward Ord fu James Garesche Ord, comandante del 28º fanteria e presidente della difesa congiunta statunitense-brasiliana nella seconda guerra mondiale.
Nel 1859, mentre frequentava la scuola di artiglieria di Fort Monroe, Ord fu convocato dal Segretario alla Guerra John Buchanan Floyd per calmare le razzie di John Brown nei confronti dell'arsenale federale di Harper's Ferry. Il colonnello Robert Edward Lee raggiunse per primo Harper's Ferry e telegrafò al capitano Ord che la situazione era sotto controllo, per cui Ord ed i suoi uomini non erano necessari. Gli fu chiesto di fermarsi a Fort McHenry a Baltimora.

## Guerra di secessione

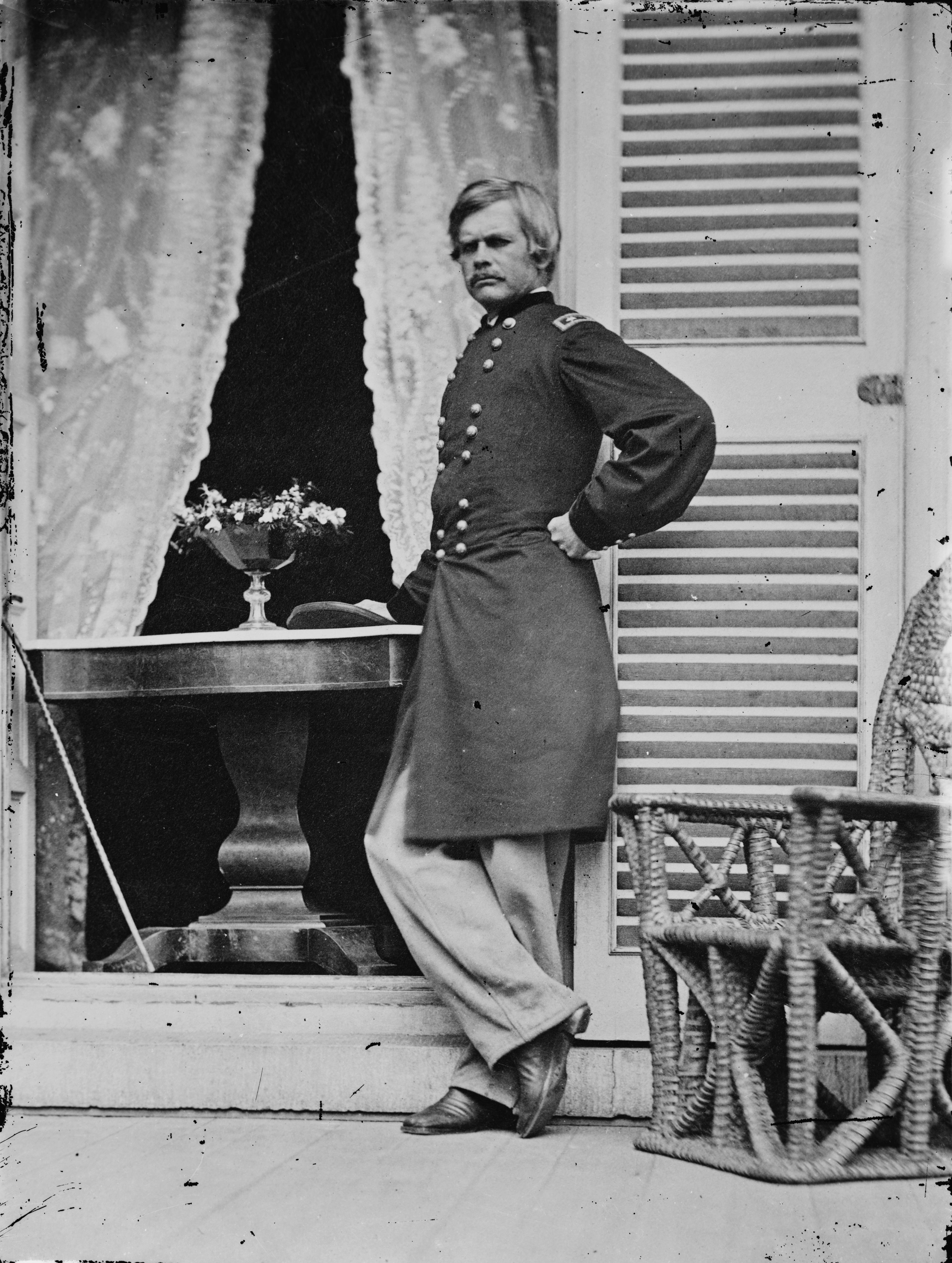
Edward Ord

Allo scoppio della guerra di secessione nell'aprile 1861 Ord era in servizio come capitano della batteria C, 3º artiglieria, ed era a capo di Fort Vancouver nel territorio di Washington. Il 7 maggio 1861 Ord guidò due compagnie del 3º artiglieria da Fort Vancouver a San Francisco. Dopo essersi trasferito ad est, il primo incarico di Ord fu da comandante di brigata nelle riserve della Pennsylvania. Con loro partecipò alla battaglia di Dranesville nell'autunno 1861.
Il 3 maggio 1862 Ord fu promosso al grado di maggior generale dei volontari e, dopo un breve servizio del dipartimento di Rappahannock, fu meso al comando della 2ª divisione dell'Armata del Tennessee. Il maggior generale Ulysses Simpson Grant mandò Ord con un distaccamento di due divisioni ed il maggior generale William Starke Rosecrans ad intercettare Sterling Price nella città di Iuka. A causa di una possibile ombra acustica le forze di Ord non furono mai impiegate in battaglia e Rosecrans combatté da solo. Ord si perse anche il combattimento a Corinth ma affrontò i Confederati durante la loro ritirata nella battaglia di Hatchie's Bridge. Qui fu gravemente ferito e dovette lasciare il comando per breve tempo. Quando Grant prese il posto di John Alexander McClernand al comando, Ord fu messo a capo del XIII Corpo negli ultimi giorni della battaglia di Vicksburg.
Dopo la caduta di Vicksburg Ord rimase al comando del XIII Corpo nel dipartimento del Golfo. Nel 1864 fu trasferito di nuovo nel teatro orientale al comando del XVIII Corpo. Partecipò alla battaglia del cratere ma senza prendere attivamente parte al conflitto. Nell'autunno del 1864 fu gravemente ferito nell'assalto a Fort Harrison e non tornò in azione prima del gennaio 1865.
Nel marzo 1865, durante uno scambio prigionieri in Virginia, Ord parlò con il generale Confederato James Longstreet. Durante la conversazione uscì l'argomento dei negoziati di pace. Ord suggerì come primo passo un incontro tra Lee e Grant. Longstreet ne parlò al generale Lee, il quale scrisse a Grant riguardo alla possibilità di una "convenzione militare" per poter trovare quella che Lee definì "una soddisfacente sistemazione delle attuali infelici difficoltà". Grant girò la proposta di Lee al presidente Abraham Lincoln, chiedendo istruzioni. Alla fine Lincoln convinse Grant a rinunciare ad ogni offerta diversa dalla resa dell'esercito di Lee.
Fu allora, nella primavera del 1865, che la carriera di Ord raggiunse l'apice. Fu messo a capo dell'Armata del James durante la campagna di Appomattox. Gli uomini del maggior generale John Gibbon comandati da Ord giocarono un ruolo importante nello sfondamento a Petersburg. Il 9 aprile guidò una marcia forzata alla Appomattox Court House per sostituire la cavalleria del generale Philip Henry Sheridan ed obbligare Lee alla resa. Il generale Sherman disse che "aveva sempre capito le capacità [di Ord], la dura marcia della notte prima fu una delle cause principali della resa di Lee".
Il generale Ord fu presente alla casa di McLean quando Lee si arrese, e viene spesso raffigurato nei dipinti di quell'evento. Quando la cerimonia di resa fu completata, Ord acquistò un souvenir per 40 dollari, il tavolo con piano in marmo a cui sedeva Lee. Si trova oggi nella sala della guerra civile della Chicago Historical Society.
Dopo l'assassinio di Abraham Lincoln il 14 aprile 1865, molti nordisti, compreso Ulysses Simpson Grant, volevano punire gli stati meridionali. Grant convocò Ord per capire se la cospirazione si estendesse oltre Washington. Le ricerche di Ord portarono a capire che il governo Confederato non era coinvolto con il piano omicida. Questo permise di smorzare le richieste di vendetta.

## Dopo la guerra

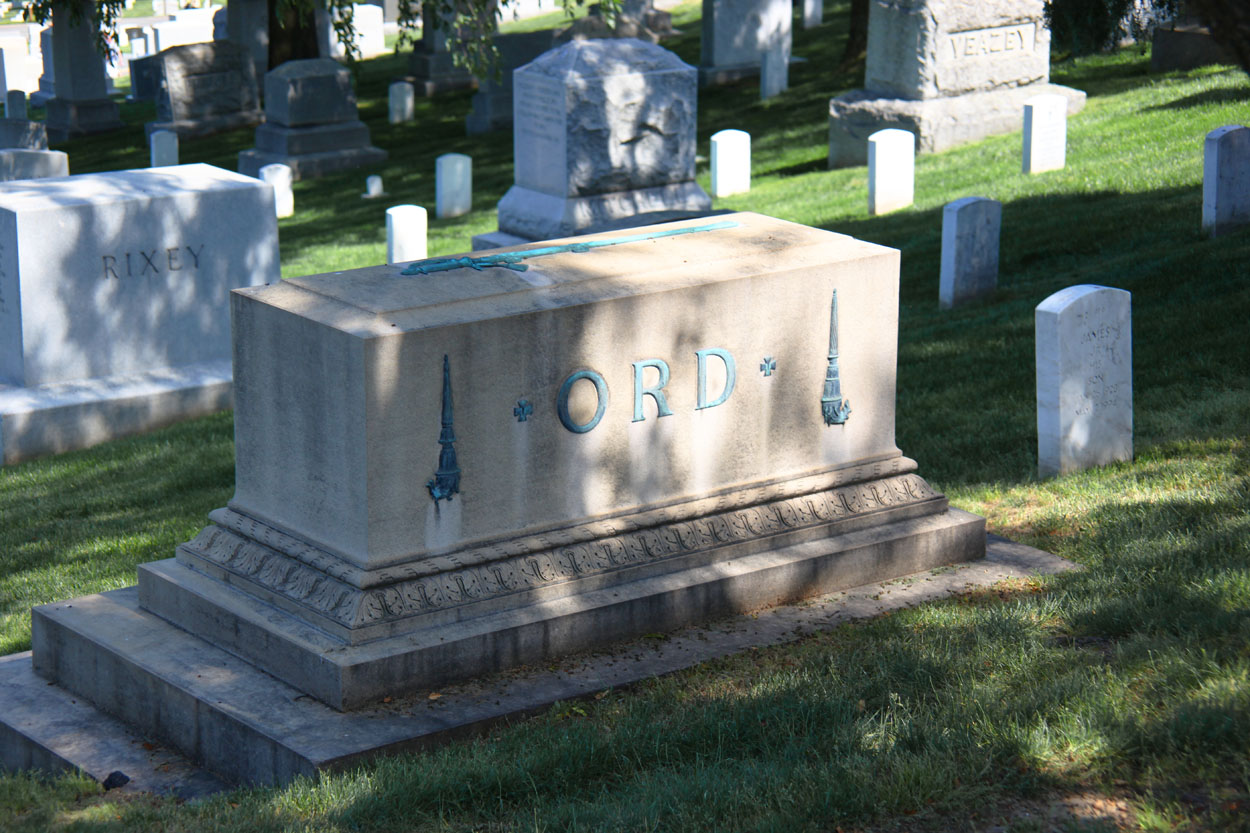
Tomba di Edward Ord nel cimitero nazionale di Arlington.

Durante la Ricostruzione Ord fu messo da Ulysses S. Grant a capo dell'Armata d'Occupazione, acquartierata a Richmond. In seguito fece parte del dipartimento dell'Ohio finché non uscì dai volontari nel settembre 1866. L'11 dicembre 1865 divenne tenente colonnello e generale di brigata dell'esercito regolare per la battaglia di Hatchie's Bridge e brevetto maggior generale dei volontari nell'assalto a Fort Harrison, entrambi del 13 marzo 1865. In seguito comandò il dipartimento dell'Arkansas (1866–1867), il quarto distretto militare (1867-1868) ed il dipartimento della California (1868–1871).
Ord comandò dipartimento del Platte dall'11 dicembre 1871 all'11 aprile 1875, quando diede le dimissioni e divenne comandante del dipartimento del Texas. Vi rimase fino al congedo nel 6 dicembre 1880. Mentre si trovava in Texas supervisionò la costruzione di Fort Sam Houston.
Nel gennaio 1872 Ord fece parte dell'escursione di caccia al bisonte con Aleksej Aleksandrovič Romanov nelle pianure del Nebraska sudoccidentale con alcune celebrità statunitensi del tempo. Tra loro vi furono Philip Henry Sheridan (secondo in comando dello United States Army), George Armstrong Custer, Buffalo Bill, Wild Bill Hickok e Texas Jack Omohundro.
Una volta congedato dall'esercito nel 1881 col grado di brevetto maggior generale, Il generale Sherman scrisse di lui: "Ha patito tutte le sofferenze del servizio, e non ha mai avuto compiti agevoli. È sempre stato chiamato dove il suo duro lavoro era richiesto, e non si è mai rifiutato".
Nel 1881 Ord accettò un incarico della Mexican Southern Railroad di U. S. Grant e Jason Gould, e da ingegnere civile costruì una linea ferroviaria dal Texas a Città del Messico.
Mentre si trovava in Messico contrasse la febbre gialla. Si ammalò gravemente durante il viaggio da Veracruz a New York. Fu fatto sbarcare a L'Avana dove morì la sera del 22 luglio 1883, e il generale Sherman disse: "Da suo stretto collaboratore fin da ragazzo, il qui presente generale può testimoniare che un uomo più altruista, virile, e patriottico non è mai nato". Fu sepolto nel cimitero nazionale di Arlington. La tomba di Ord si trova a pochi metri dal memoriale al generale Lee.

## Retaggio
Ben prima della sua morte la Southern Pacific Railroad chiamò una stazione in California, lungo l'ormai abbandonata linea di Colusa, Ordbend in onore del vicino ranch di Ord, posseduto negli anni 1850 da Ord e da due suoi fratelli.. L'ex Fort Ord nella contea di Monterey porta il suo nome. Ord (Nebraska) prese il suo nome mentre era comandante del dipartimento del Platte.
I Mount Ord nella contea di Brewster ed in quella di Gila sono dedicati a lui.
C'è una statua di bronzo di Ord nel parco nazionale militare di Vicksburg, ed un suo busto nel foyer del dipartimento di polizia della California State University, a Seaside, California. Una sua statua si trova nel cimitero nazionale di Arlington in Virginia ed un busto presso la tomba di Grant a New York City lo raffigurano come una delle cinque sentinelle che vegliano sulla tomba del presidente Ulysses S. Grant (assieme a Sherman, Thomas, McPherson, Sheridan).